# Hardouin de Chartres
Pour les articles homonymes, voir Ardouin, Arduin et Hardouin.
Hardouin de Chartres est un intellectuel et professeur breton du XIe siècle, qualifié d'écolâtre, qui a dirigé une école à Fougères. Étienne de Fougères, familier d'Henri II Plantagenêt, et auteur du Livre des Manières alors qu'il était évêque de Rennes, étudia dans cette école.
Son titre de docteur donne à penser qu'il aurait pu être, comme tant d'autres illustres maîtres de ce temps, un disciple de Fulbert, évêque de Chartres.
Hardouin de Chartres possède une rue à son nom dans Rennes, avec quelques numéros de bâtiments mais apparemment sans boîtes aux lettres (ni d'adresses postales par conséquent ?), jouxtant un bâtiment déconcentré de l'Académie de Rennes en bord nord de Vilaine et plein centre-ville.
Il semble d'ailleurs être l'un des plus anciens Bretons et même personnages toutes nationalités confondues à y être ainsi honoré après le Gallo-Romain Postuminus, plus vieux Rennais connu nommément à ce jour et honoré quant à lui dans le quartier rennais de l'Arsenal.